# Xylotrechus nitidus
Xylotrechus nitidus es una especie de escarabajo longicornio del género Xylotrechus. Fue descrita científicamente por Horn en 1860.
Se distribuye por los Estados Unidos. Mide 10-12 milímetros de longitud. El período de vuelo ocurre en los meses de abril, mayo, junio y julio.